# Meore Otobaia
Meore Otobaia (en georgiano: მეორე ოტობაია) o Otobaya II (en abjasio: Отобая II, romanizado: Otobaya II) es un pueblo que pertenece a la parcialmente reconocida República de Abjasia, dentro del distrito de Gali, aunque de iure es parte del municipio de Gali de la República Autónoma de Abjasia de Georgia.

## Geografía
Meore Otobaia está situada a 23 km de Gali, en la frontera de Abjasia con Georgia. Limita con Pirveli Otobaia en el norte y noreste, en el oeste Pichori y al sur, el río Inguri cerca de su desembocadura en el Mar Negro. Hasta 2017 aquí hubo un cruce fronterizo entre Georgia y Abjasia.

## Historia
Meore Otobaia fue en el pasado parte de la región histórica georgiana de Mingrelia y desde el siglo XVII de Samurzakán. Después del establecimiento de la Unión Soviética, la aldea formó parte de la RASS de Abjasia dentro del distrito de Gali. En este periodo casi toda la población era de nacionalidad georgiana.
Durante la guerra de Abjasia en 1992-1993, la aldea estuvo controlada por las tropas del gobierno georgiano y, después de los combates, la población quedó bajo el dominio separatista de Abjasia.
Según los acuerdos de Moscú de 1994 sobre el alto el fuego y la división de las partes beligerantes, el distrito de Gali se integró en la zona de amortiguamiento, donde la seguridad de las fuerzas de paz de la CEI se ocupaba de la seguridad dentro de la misión UNOMIG. Las fuerzas de paz abandonaron Abjasia después de que Rusia reconociera su independencia en 2008. Cuando se construyó una base militar rusa en Pichori, los soldados rusos apostados aquí se mudaron a aquella base, dejando en manos de la guardia fronteriza abjasia la frontera. En 2011, se construyó en Pirveli Otobaia una nueva pequeña urbanización para los guardias fronterizos rusos. En 2007, aquí ocurrió un accidente cuando dos niños encontraron una mina atrapada junto al río Inguri e intentaron desmantelarla.
En enero de 2017, hubo protestas contra el cierre previsto del cruce fronterizo local con Georgia. Éste era utilizado por los lugareños para trasladarse al trabajo o llevar a los niños a la escuela en Orsantia, donde había mejor educación disponible que en las escuelas de Abjasia, o utilizado por georgianos de Georgia a visitar a familiares en el sur del distrito de Gali. El puente sobre el río Inguri se cerró en marzo de ese año.

## Demografía
La evolución demográfica de Meore Otobaia entre 1989 y 2011 fue la siguiente:
| 642                                                 | 979 |
| (Fuente: Population of Abkhazia since Soviet times) |     |

La población ha aumentado tras la Guerra de Abjasia pero su composición no ha variado, siendo inmensamente mayoritarios los georgianos étnicos.
|              | 2011      | 2011       |
| Grupo étnico | Población | Porcentaje |
| ------------ | --------- | ---------- |
| Georgianos   | 970       | 99,1%      |
| Abjasios     | 3         | 0,3%       |
| Rusos        | 4         | 0,4%       |
| Armenios     | 1         | 0,1%       |
| Total        | 979       | 100%       |